# François Joseph Heim

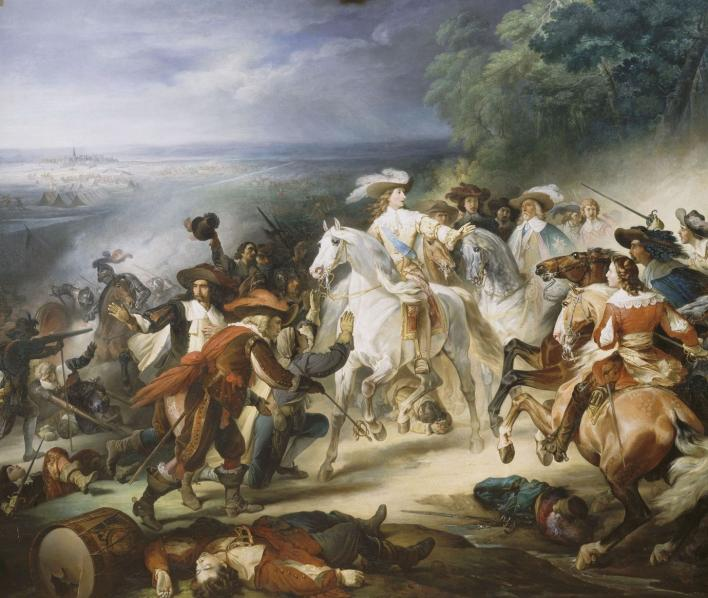
Batalla de Rocroi, 1834

François Joseph Heim (Belfort, 16 de diciembre de 1787-París, 29 de septiembre de 1865) fue un pintor francés. 

## Biografía
Nació en Belfort. Pronto se distinguió en la École Centrale de Strasburg, y en 1803 ingresó en el estudio de François-André Vincent en París. Era compañero de estudios de Horace Vernet. Quedó en segundo lugar en el Premio de Roma  de 1806. En 1807 obtuvo el primer premio, y en 1812 con su pintura La llegada de Jacob a Mesopotamia (Museo de Bellas Artes de Burdeos) ganó la medalla de oro de primera clase, que volvió a ganar nuevamente en 1817, cuando expuso, junto con otras obras, a San Juan, comprado por Vivant Denon. Y Jacob volvió a aparecer en una pintura suya cuando presentó la obra Jacob recibiendo la túnica de José al Salón de 1817.
En 1819, la Resurrección de Lázaro (Catedral de Autun), el Martirio de San Ciro (San Gervais) y llamaron la atención dos escenas de la vida de Vespasiano (encargadas por el rey). En 1823, la Reconstrucción de las tumbas reales en St Denis, el Martirio de St Laurence (Nôtre Dame) y varios retratos de cuerpo entero aumentaron la popularidad del pintor; y en 1824, cuando exhibió su gran lienzo, la Masacre de los judíos (Louvre), Heim fue recompensado con la Legión de Honor.

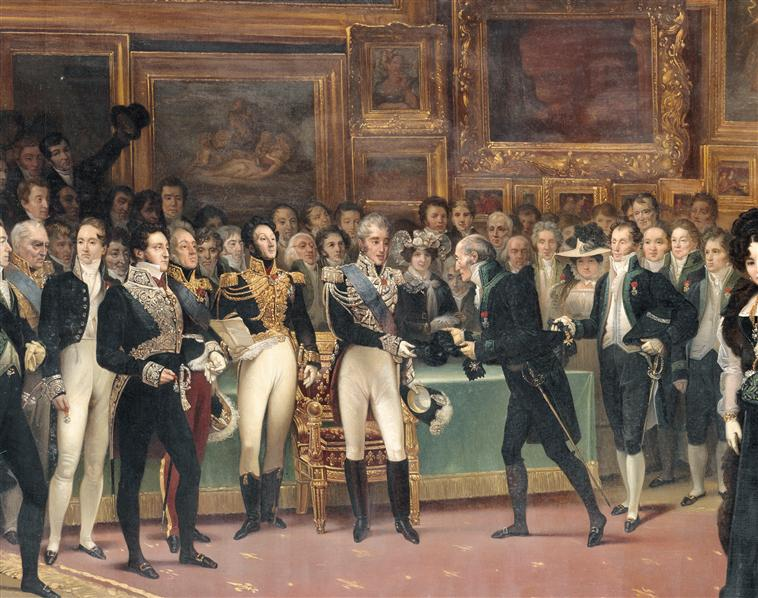
La fama llegó para Heim con El Rey dando recompensas en el Salón de 1824, y fue considerado como el "artista elegido por los Borbones ".

En 1827 aparecieron El Rey dando recompensas en el Salón de 1824 (Louvre, grabado por Jazet), la pintura por la cual Heim es mejor conocido y San Jacinto. La fama le llegó con El Rey dando recompensas en el Salón de 1824, y fue considerado como el «artista elegido por los Borbones». Heim recibió el encargo de decorar la Galería Carlos X (Louvre). Aunque ridiculizado por los románticos, Heim sucedió a Regnault [cita requerida] en el Instituto en 1834, poco después de lo cual comenzó una serie de dibujos de las celebridades de su época, que son de gran interés. Los encargos no se agotaron durante la Monarquía de julio, aunque fue criticado por su carácter académico. 
Sus decoraciones de la sala de conferencias de la Cámara de Diputados se completaron en 1844; y en 1847 sus obras en el Salón Campo de maíz y Lectura de una obra de teatro en el Théâtre Français fueron criticadas con violencia. Sin embargo, en la exposición de 1851 hubo un cambio de opinión a su favor; sus dotes como dibujante y los méritos de sus composiciones fueron reconocidos, y la tolerancia se extendió incluso a sus colores. El Segundo Imperio vio resucitar la popularidad de Heim. Fue nombrado presidente de la Academia de Bellas Artes en 1853 y tuvo un gran éxito en la Exposición Mundial de 1855 con Las victorias de Judas Macabeo y La batalla de Rocroy. 
Heim recibió la gran medalla de oro, y en 1855, después de haber enviado al Salón no menos de dieciséis retratos, entre los que se pueden citar los de Cuvier, Geoffroy de St Hilaire y Madame Hersent, fue nombrado oficial de la legión de honor. En 1859 volvió a exhibir una curiosa colección de retratos, sesenta y cuatro miembros de la Academia  dispuestos en grupos de cuatro. El poeta Baudelaire admiraba sus bocetos por su "maravillosa comprensión de las distintas expresiones de la cara de los humanos". 
Además de las pinturas ya mencionadas, se puede ver en Nôtre Dame de Lorette (París) una obra ejecutada allí mismo; y el museo de Strassburg contiene un excelente ejemplo de sus cuadros de caballete, cuyo tema es un pastor bebiendo de un manantial. También decoró el Palacio Borbón y el Hotel de Lassay. Jean-Pierre Cuzin, comisario de pinturas en el Louvre, ha dicho de Heim "es quizás el último representante en Francia de lo que podría llamarse pintura tradicional y, como tal, algo fuera de lugar a mediados del siglo XIX".
El escritor Jean-Paul Kauffmann, prisionero en el período (1983-1988), secuestrado mientras trabajaba como periodista en el Líbano, elogió el trabajo de Heim y, en particular, el de 1840 en la galería de Semur-en-Auxois llamado El Prisionero.